# Рендра, Виллибрордус
Виллибрордус Сурендра Рендра (индон. W. S. Rendra, полное имя Виллибрордус Сурендра Брото Рендра (индон. Willibrordus Surendra Broto Rendra); 7 ноября 1935, Суракарта — 6 августа 2009, Джакарта) — индонезийский поэт, прозаик, драматург, театральный режиссёр. За своеобразную манеру чтения стихов получил прозвище «Павлин».

## Краткая биография
Рендра родился 7 ноября 1935 года в Суракарте — одном из центров богатейшей традиционной яванской культуры. Его отец, потомок старого аристократического рода, был директором католической школы и католиком по вероисповеданию. По некоторым данным, бабка Рендры была русской скрипачкой, которая гастролировала в составе оркестра в последней четверти XIX века в Нидерландской Индии (колониальной Индонезии) и вышла замуж за деда Рендры, состоявшего в свите султана Джокьякарты.
В 1955 году после окончания средней школы поступил на английское отделение факультета гуманитарных наук и культуры Университета Гаджа Мада (Джокьякарта). В 1957 году принимал участие во Всемирном фестивале молодёжи и студентов в Москве. В 1964—1967 гг. занимался в Американской академии драматического искусства. Был католиком, но в 1959 году в связи с женитьбой на мусульманке Сунанти Суванди принял ислам.

Вечер, посвященный 60-летию Рендры. Москва, ИСАА, 5 апреля 2001 г.

## Творчество
Первые стихи опубликованы в 1952 году в журнале «Сиасат». Автор поэтических сборников: «Баллады о любимых» (1957), «Четыре сборника» (1961), «Блюз для Бони» (1971), «Стихи старых башмаков» (1972).
Для раннего творчества поэта характерна утонченная пейзажная и балладная лирика, обращение к традициям классической яванской поэзии, придававшее его стихам своеобразную атмосферу волшебства.
После возвращения в 1967 из США тон его стихов резко меняется. Они становятся ироничными, едкими, порой гротескными. Поэт рассказывает о жестоких противоречиях и несправедливости окружающего мира, о трудной судьбе и страданиях людей.
Основатель и руководитель театра «Бенгкел» (индон. Bengkel) («Мастерская») (1967), в котором ставились и продолжают ставиться пьесы его собственного сочинения («Мастодонт и кондор», 1973; «Окружной секретарь», 1977; «Высокочтимый Ресо», 1986) и оригинальные трактовки западной и российской классики (Аристофан, Софокл, Шекспир, Брехт, А. Н. Островский). При президенте Сухарто постановки Рендры неоднократно запрещались. Он был одним из немногих литераторов, которые осмеливались говорить о неприятных для властей вещах.
Выступал со своими стихами на Роттердамском международном фестивале поэзии (1971, 1979), Международном фестивале поэзии имени Вальмики, (1985), Берлинском фестивале «Горизонт» (1985), Первом Нью-Йоркском фестивале искусства (1988), Фестивале Сполето в Мельбурне (1989), Фестивале мировой поэзии в Бхопале (1989), Международном фестивале поэзии в Куала-Лумпуре (1992), Токийском фестивале (1995).
Рендра несколько раз выдвигался на получение Нобелевской премии по литературе.

## Награды
- Первая премия на конкурсе драмы Министерства образования и культуры (1954)
- Национальная премия по литературе (1956)
- Премия искусства Правительства Индонезии (1970)
- Премия Джакартской академии (1975)
- Премия Фонда «Главная книга» Министерства образования и культуры
- Премия Адама Малика (1989)
- Литературная премия Юго-Восточной Азии (1996)
- Премия Хабиби (2000)
- Премия Ахмада Бакри (2006)
- Литературная премия Мастра (2008)

## Переводы на русский язык
- Рендра. [Семь стихотворений] Пер. А. Шараповой. — Осень в горах. Восточный альманах. Выпуск седьмой. М.: ХЛ. 1979, с. 67-73.
- Рендра. Избранные стихотворения. Пер. М. Болдыревой. — М. А. Болдырева. В. С. Рендра: Эстетика любви и мятежа. С-Пб: Герменевт, 1995, с. 53-189.
- Рик из «Короны». Поэма. Пер. Вил. Сикорского. — Культура стран малайского архипелага. Сборник материалов. СПб, 1997, с. 139—142.
- Рендра. Стансы, баллады, блюзы, памфлеты и другие песни. Составление, перевод и предисловие Вил. Сикорского, М.: Гуманитарий, 2000.
- Рендра. Я зову тебя, моя любовь. Пер. М. Болдыревой. — Нусантара: Юго-Восточная Азия. Сборник материалов. СПб, 2000, с. 92-94.
- Рендра. Вася, ах, Вася (рассказ). Пер. Вил. Сикорскиого. — Нусантара. Юго-Восточная Азия. Вып. 3. СПб, 2002, с. 99-103.
- Рендра. Из-за ветра: Васко да Гама. (Поэма для хоровой декламации). Пер. М. Болдыревой. — Нусантара. Юго-Восточная Азия. Вып. 3. СПб., 2002, с. 99-103.